# Brun vridvinge
Brun vridvinge (Cnipodectes subbrunneus) är en fågel i familjen tyranner inom ordningen tättingar.

## Utseende och läte
Brun vridvinge är en medelstor flugsnapparliknande fågel med brun ovansida och ljust vitgul undersida. Fjäderdräkten är övervägande intetsägande, men på ving och stjärtpennor syns rostfägade kanter och ögat är ljust brunaktigt. Arten har fått sitt namn av att de yttre handpennorna är vridna, men det är svårt att se. Arten upptäcks lättast genom lätet, ett ljudlig och påfallande mörkt "teew!".

## Utbredning och systematik
Brun vridvinge delas in i två underarter med följande utbredning:
- Cnipodectes subbrunneus subbrunneus – förekommer i låglänta områden från östra Panama till västra Colombia och västra Ecuador
- Cnipodectes subbrunneus minor – förekommer från sydöstra Colombia till östra Ecuador, östra Peru, nordvästra Bolivia och västra Amazonområdet i Brasilien

### Familjetillhörighet
Arten placeras traditionellt i familjen tyranner. DNA-studier visar dock att Tyrannidae består av fem klader som skildes åt redan under oligocen, pekar på att de skildes åt redan under oligocen, varför vissa auktoriteter behandlar dem som egna familjer. Brun vridvinge med släktingar placeras då i Pipromorphidae.

## Levnadssätt
Brun vridvinge hittas i skogar och förberg. Där håller den sig i undervegetationen. Sittande fågel reser ofta vingarna.

## Status och hot
Arten har ett stort utbredningsområde, men tros minska i antal, dock inte tillräckligt kraftigt för att den ska betraktas som hotad. Internationella naturvårdsunionen IUCN listar arten som livskraftig (LC).